# Station Bièvre
Station Bièvre is een voormalige spoorweghalte langs spoorlijn 166 (Dinant-Bertrix) in de gemeente Bièvre.

## Aantal instappende reizigers
De grafiek en tabel geven het gemiddeld aantal instappende reizigers weer op een week-, zater- en zondag.
| Tabel: aantal instappende reizigers station Bièvre | Tabel: aantal instappende reizigers station Bièvre | Tabel: aantal instappende reizigers station Bièvre | Tabel: aantal instappende reizigers station Bièvre |
|                                                    | Weekdag                                            | Zaterdag                                           | Zondag                                             |
| -------------------------------------------------- | -------------------------------------------------- | -------------------------------------------------- | -------------------------------------------------- |
| 1977                                               | 51                                                 | 6                                                  | 12                                                 |
| 1978                                               | 44                                                 | 18                                                 | 11                                                 |
| 1979                                               | 46                                                 | 17                                                 | 24                                                 |
| 1980                                               | 41                                                 | 20                                                 | 16                                                 |
| 1981                                               | 47                                                 | 10                                                 | 14                                                 |
| 1982                                               | 42                                                 | 20                                                 | 24                                                 |
| 1983                                               | 48                                                 | 14                                                 | 17                                                 |

2,2: Anseremme ·
4,7: Walzin ·
7,2: Gendron-Celles ·
10,4: Château d'Ardenne ·
12,2: Houyet ·
17,5: Wiesme ·
22,2: Beauraing ·
25,0: Martouzin ·
27,2: Pondrôme ·
31,3: Thanville ·
35,3: Vonêche ·
37,0: Gedinne ·
45,4: Louette-Saint-Denis ·
49,3: Bièvre ·
51,6: Graide ·
55,2: Carlsbourg ·
56,3: Merny ·
58,2: Paliseul ·
60,3: Nollevaux ·
61,5: Offagne ·
65,2: Glaumont ·
68,3: Burhaimont ·
70,2: Bertrix